# 걸레
걸레는 바닥을 청소할 때 쓰는 도구이다. 주로 헝겊이나 헌 행주, 헌 수건을 이용한다. 손으로 쓰는 걸레의 경우 손걸레라고 부른다.
욕설에서의 걸레는 성관계를 많이하고 문란한 연예인이라는 뜻이며, 입에 걸레를 물었네는 말이 험하고 욕설을 많이 한다는 뜻이다.